# Idea agamarschana
Idea agamarschana is een vlinder uit de familie Nymphalidae, onderfamilie Danainae.
De wetenschappelijke naam van de soort is voor het eerst geldig gepubliceerd door Felder & Felder in 1865.